# Coördinatiechemie
Coördinatiechemie is een tak van de scheikunde op het grensvlak van de organische en de anorganische chemie. Het moet niet met de organometaalchemie worden verward, dat een belangrijk onderdeel van de coördinatiechemie vormt. Een organometaalverbinding wordt gekarakteriseerd door minstens een min of meer polaire metaal-koolstof bindingen, terwijl dat voor een coördinatieverbinding niet nodig is.